# 巴克利山脈
72°22′S 1°0′E / 72.367°S 1.000°E
巴克利山脈（德語：Barkleyberge）是南極洲的山脈，位於毛德皇后地的瑪塔公主海岸，屬於斯維爾德魯普山脈的一部分，由德國的探險隊發現，現時由南極條約體系管理。